# Nanophyton saxatile
Nanophyton saxatile är en amarantväxtart som beskrevs av Viktor Petrovitj Botjantsev. Nanophyton saxatile ingår i släktet Nanophyton och familjen amarantväxter. Inga underarter finns listade i Catalogue of Life.